# La Guàrdia
La Guàrdia es una localidad española del municipio de Tornabous, perteneciente a la provincia de Lérida, en la comunidad autónoma de Cataluña.

## Toponimia
El nombre del lugar puede encontrarse mencionado con las variantes Guardia de Urgel y La Guàrdia.

## Historia
A mediados del siglo XIX, el lugar, por entonces con ayuntamiento propio, tenía contabilizada una población de 54 habitantes. Aparece descrito en el noveno volumen del Diccionario geográfico-estadístico-histórico de España y sus posesiones de Ultramar de Pascual Madoz de la siguiente manera:

GUARDIA DE URGEL: l. con ayunt. en la prov. de Lérida (5 1/2 leg.), part. jud. de Balaguer (3), aud. terr. y c. g. de Cataluña (Barcelona 17), dioć. de Seo de Urgel (14): sit. sobre un cerro ó pequeña prominencia que se eleva al estremo de la llanura de Urgel en su parte N. muy inmediato á la sierra de Almenara que se halla en la misma direccion: le combaten todos los vientos, pero principalmente el de E. conocido en el pais con el nombre de Marinada; y el clima aunque cálido en verano y frio en invierno á causa de las nieblas, es bastante saludable, no padeciéndose otras enfermedades que algunos catarros benignos. Tiene 17 casas distribuidas en una calle y una pequeña plazuela, los hab. se surten para sus usos de las aguas de dos balsas que se recogen en tiempo de lluvias: la igl., Ntra. Sra. de la Asuncion, es aneja de la parr. de Tornabous. Se estiende el térm. 1/2 leg. de N. á S. y 1/3 de E. á O., confinando N. con el de Almenara Alta; E. con el de Puigbert y Espigol; S. con el de Fuliola, y O. con el de Baldu; á cuarto y medio de hora del primero y tercer punto, y á 1/4 del segundo y cuarto. El terreno quebrado es de mediana calidad, no encontrándose en él otro plantio que algunos olivares. caminos: los que dirigen de pueblo á pueblo, de herradura y malos. El correo se recibe de la adm. de Tárrega por cuenta de los interesados que mandan recoger la correspondencia. prod.: trigo, cebada, centeno, aceite y pastos, con los que se cria ganado lanar y se mantiene el mular y vacuno preciso para la labranza; hay caza de perdices y algunas liebres. comercio: esportacion de los frutos sobrantes á los mercados de Tárrega y Agramunt, en donde se proveen de los artículos y géneros de que carecen. pobl.: 9 vec., 54 alm. cap. 32,973 rs. contr. el 14'28 por 100 de esta riqueza. presupuesto municipal: 1,000 rs. que se cubren por reparto vecinal.
(Madoz, 1847, p. 54)

En 2023 la entidad singular de población de La Guàrdia, perteneciente al municipio de Tornabous, tenía empadronados 159 habitantes.